# Plenář (relikviář)

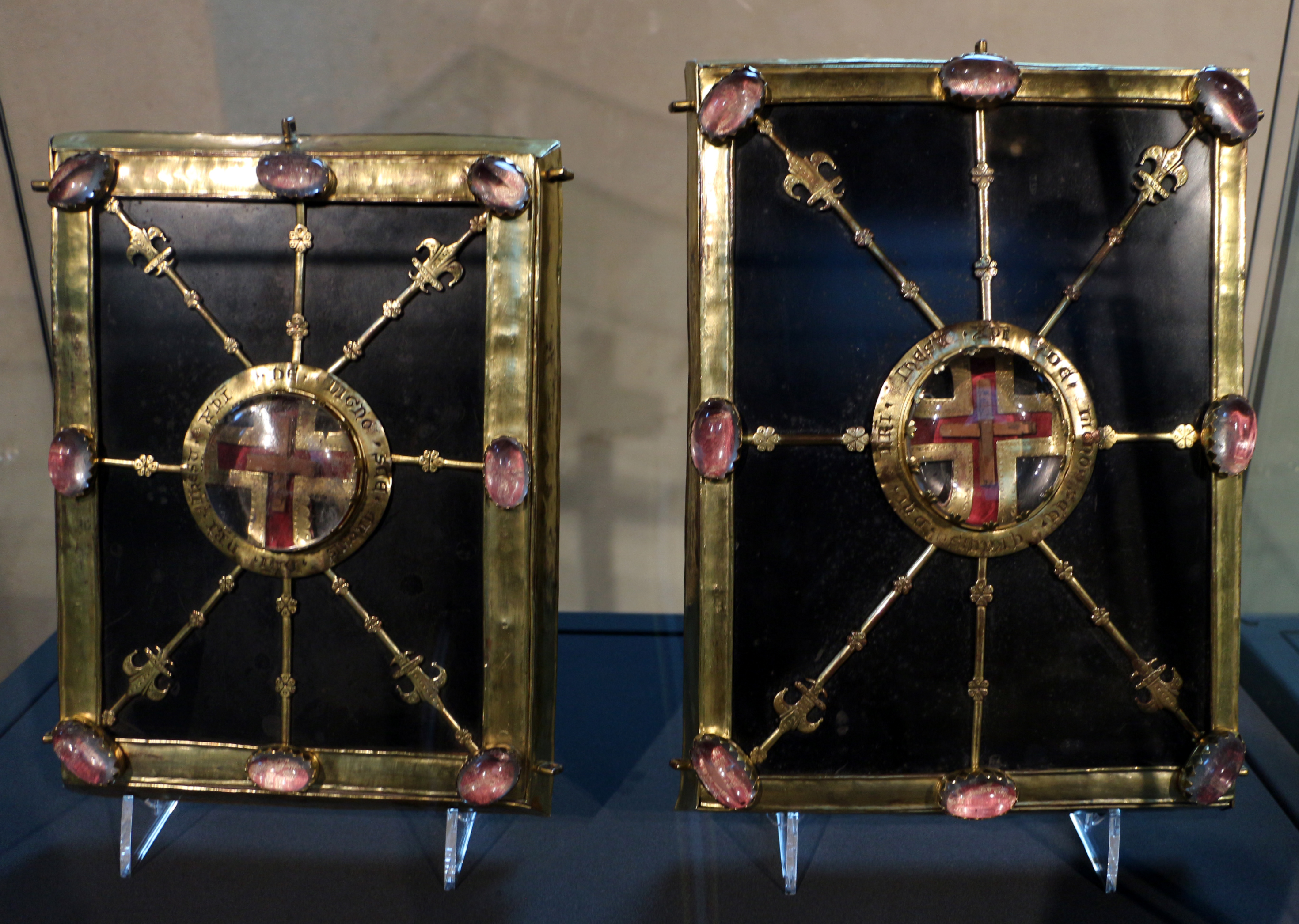
Sbírky pokladnice Sint-Servaasbasiliek – tabulky Sauroteca, zlacená měď a horský křišťál, 15. století

Plenář (latinsky plenarius) nebo také deskový relikviář je schránka na větší počet relikvií různých světců, která má tvar desky. Může být také deskou mešní knihy (latinsky liber plenarius).

## Historie
Plenáře se začaly zhotovovat v románské době, od 12. století sloužily často v chrámech jako horní deska liturgické knihy. Od 13. století a zejména během vrcholné a pozdní gotiky se rozšířily také jako samostatný typ relikviáře. Jejich paralelou byly staurotéky, lipsanotéky a deskové ikony s relikviemi. Staurotéka může být kombinována s plenářem. V tom případě je relikvie z Dřeva Svatého kříže umístěn osově uprostřed, obklopená ostatními relikviemi.

## Materiály a techniky
Základem bývá dřevěná deska s vydlabanými prohlubněmi nebo s přihrádkami pro relikvie. Nejčastěji jde o obdélník umístěný na výšku, jehož velikost bývá odvozena z formátu mešních knih, zhruba od A4 do A3, nebo B4 až B3. Některé plenáře jsou čtvercové, např. plenářová deska cechu pražských zlatníků v Národním muzeu v Praze nebo v Moravské galerii v Brně. Drobné relikvie bývají adjustovány každá samostatně pod skleněnou nebo křišťálovou čočkou nebo v samostatné kapsli s popiskou na pergamenové či papírové pásce. Velké relikvie jako pažní kosti bývají kryty pod prolamovanou kružbou. Deska bývá pobita plechem ze zlaceného stříbra nebo ze zlata, a posázena perlami, drahokamy, nebo emailovými destičkami.

## Významné plenáře v českých sbírkách
- Kolovratský plenář
- Nostický plenář
- Plenář svaté Markéty
- Svatojiřské plenáře
- Strahovský plenář (románská knižní deska)